# Tang Fei (Autorin)
Tang Fei (chinesisch 糖匪, Pinyin Táng Fěi; * 1983 in Shanghai, Volksrepublik China), das Pseudonym von Wang Jing (chinesisch 王璟, Pinyin Wáng Jǐng) ist eine chinesische Schriftstellerin.

## Bibliographie (Auswahl)
- 完整的爱, wánzhěng de ài [„Vollkommene Liebe“], veröffentlicht im Jahr 2011.
- 黄色故事, huángsè gùshì [„Gelbe/Pornographische Geschichten“], veröffentlicht im Jahr 2014, auf Englisch erschienen in der Anthologie Invisible Planets, ISBN 978-1-78497-880-8.
- 自由之路, zìyóu zhī lù [„Weg der Freiheit“], veröffentlicht im Jahr 2015.
- 看见鲸鱼座的人, kànjiàn jīngyú zuò de rén [„Mann, der Cetus sah“], veröffentlicht im Jahr 2015.
- The Heart of the Museum (chinesisch 博物館之⼼ / 博物馆之⼼, Pinyin Bówùguǎn zhī xīn), veröffentlicht 2018 von Shanghai Literature and Arts Publishing, auf Englisch erschienen in der Anthologie Sinopticon, ISBN 978-1-78108-852-4.
- Zerbrochene Sterne, Originaltitel 碎星星 (Pinyin suì xīngxīng), veröffentlicht im September 2016, auf Deutsch erschienen in der gleichnamigen Anthologie Zerbrochene Sterne, ISBN 978-3-453-32058-1.
- 世间, shìjiān [„Weltgewandt“], veröffentlicht im Jahr 2017.
- 蒲蒲, pú pú [„Pu pu“], veröffentlicht im Jahr 2018.
- 无定西行记, wú dìngxī xíng jì [„Unsichere Reise in den Westen“], veröffentlicht im Jahr 2018.
- Spore, veröffentlicht im Jahr 2021.